# Football Club Vado
El Football Club Vado és un club de futbol de la ciutat italiana de Vado Ligure, a la regió de Liguria. Fou fundat l'any 1913 i actualment juga a la Serie D italiana. El FC Vado juga els seus partits com a local a l'Estadi Ferruccio Chittolina.
El 16 de juliol de l'any 1922 guanyà la primera edició de la Copa italiana de futbol després de vèncer per 1-0 al Udinese Calcio.

## Palmarès
- 1 Coppa Italia: 1922